# Lijst van voetbalinterlands Duitse Democratische Republiek - Egypte
Deze lijst van voetbalinterlands is een overzicht van alle officiële voetbalwedstrijden tussen de nationale teams van de Duitse Democratische Republiek en Egypte. De landen hebben vijf keer tegen elkaar gespeeld. De eerste ontmoeting was een vriendschappelijke wedstrijd in Karl-Marx-Stadt op 4 september 1966. Het laatste duel, eveneens een vriendschappelijke wedstrijd, werd gespeeld op 11 april 1990 in Karl-Marx-Stadt.

## Wedstrijden
| № | Plaats          | Datum            | Competitie        | Wedstrijd                                                      | Uitslag |
| - | --------------- | ---------------- | ----------------- | -------------------------------------------------------------- | ------- |
| 1 | Karl-Marx-Stadt | 4 september 1966 | Vriendschappelijk | Duitse Democratische Republiek − Verenigde Arabische Republiek | 6 − 0   |
| 2 | Rostock         | 9 juli 1969      | Vriendschappelijk | Duitse Democratische Republiek − Verenigde Arabische Republiek | 7 − 0   |
| 3 | Caïro           | 19 december 1969 | Vriendschappelijk | Verenigde Arabische Republiek − Duitse Democratische Republiek | 1 − 3   |
| 4 | Caïro           | 13 februari 1989 | Vriendschappelijk | Egypte − Duitse Democratische Republiek                        | 0 − 4   |
| 5 | Karl-Marx-Stadt | 11 april 1990    | Vriendschappelijk | Duitse Democratische Republiek − Egypte                        | 2 − 0   |

## Samenvatting
| Competitie        | Totaal gespeeld | Winst DDR | Gelijk | Winst Egypte | Doelsaldo DDR – Egypte |
| ----------------- | --------------- | --------- | ------ | ------------ | ---------------------- |
| Vriendschappelijk | 5               | 5         | 0      | 0            | 22 − 1                 |
| Totaal            | 5               | 5         | 0      | 0            | 22 − 1                 |

Wedstrijden bepaald door strafschoppen worden, in lijn met de FIFA, als een gelijkspel gerekend.

## Details

### Vierde ontmoeting
| Vriendschappelijk (Caïro, Egypte, 13 februari 1989): |       |                                                                  |
| Egypte                                               | 0 – 4 | Duitse Democratische Republiek                                   |
|                                                      | goals | 5' Ulf Kirsten 43' Andreas Thom 84' Ulf Kirsten 87' Andreas Thom |

### Vijfde ontmoeting
| Vriendschappelijk (Karl-Marx-Stadt, Duitse Democratische Republiek, 11 april 1990):                                             |       |        |
| Duitse Democratische Republiek                                                                                                  | 2 – 0 | Egypte |
| Heiko Peschke 32' Matthias Sammer 41'                                                                                           | goals |        |
| - Debuut van Stefan Böger (FC Carl Zeiss Jena) en Steffen Heidrich (FC Karl-Marx-Stadt) voor de Duitse Democratische Republiek. |       |        |